# رنینگن
شهر رنینگن (به آلمانی: Renningen) در ایالت بادن-وورتمبرگ در کشور آلمان واقع شده‌است.